# John Wakeham
John Wakeham, baron Wakeham (ur. 22 czerwca 1932), brytyjski polityk i przedsiębiorca, członek Partii Konserwatywnej, minister w rządach Margaret Thatcher i Johna Majora.
Wykształcenie odebrał w Charterhouse School. Przed rozpoczęciem kariery politycznej najpierw pracował jako księgowy, później prowadził własny biznes. W 1974 r. został wybrany do Izby Gmin jako reprezentant okręgu Maldon. Od 1983 r. reprezentował okręg wyborczy South Colchester and Maldon. W 1983 r. został parlamentarnym sekretarzem skarbu. W latach 1987–1989 był przewodniczącym Izby Gmin. Za jego urzędowania odbyły się pierwsze transmisje telewizyjne z posiedzeń Izby. Jednocześnie był Lordem Tajnej Pieczęci, a od 1988 r. Lordem Przewodniczącym Rady. W latach 1989–1992 był ostatnim ministrem energii, autorem planu prywatyzacji sektora energetycznego.
W 1992 r. został parem dożywotnim jako baron Wakeham. Otrzymał stanowiska Lorda Tajnej Pieczęci i przewodniczącego Izby Lordów. Na tych stanowiskach pozostał do 1994 r. W 1995 r. został przewodniczącym komitetu skarg prasowych. Był nim do 2001 r. W 1997 r. został zastępcą Lorda Namiestnika Hampshire. W 1999 r. został członkiem Królewskiej Komisji ds. reformy Izby Lordów.
Jego pierwsza żona, Roberta, zginęła w zamachu bomobwym na hotel Brighton 12 października 1984 r. Wakeham odniósł w tym zamachu poważne obrażenia. Z Robertą miał dwoje dzieci. Niedługo później poślubił Alison Ward z którą ma jednego syna.